# Etiqueta Negra (revista)
Etiqueta Negra fue una revista impresa y en línea, de periodismo narrativo editada en Perú. Se autodescribió como «una revista para distraídos». Fundada por Julio Villanueva Chang, ha sido dirigida por Daniel Titinger y Marco Avilés. Etiqueta Negra cuenta con la colaboración de renombrados escritores, periodistas y artistas de Hispanoamérica. Publicaba crónicas, perfiles, ensayos y reportajes de investigación.
Desde sus inicios en el 2002, primero bimestral y luego mensualmente, cada número de Etiqueta Negra aborda un determinado tema —dinero, viajes, cine, erotismo, moda, cocina, etc.— desde distintas perspectivas y géneros: de la crónica fotográfica al ensayo, del reportaje a la entrevista.
En marzo del 2007 fue relanzada luego de un número de despedida con el fuera su director, Julio Villanueva Chang, que dejó la revista para dar paso a Daniel Titinger en la conducción. Etiqueta Negra reapareció con un nuevo diseño, presentando columnas mensuales en una sección nueva denominada Supermercado y un cuento inédito en cada número. En diciembre de 2010 se celebró la edición número 100 de la revista. En 2011 Julio Villanueva Chang regresó por la puerta grande para hacerse cargo otra vez de la revista. 

## Colaboradores
Etiqueta Negra da a sus colaboradores el nombre de cómplices. La revista ha publicado textos de importantes escritores e intelectuales como Guillermo Cabrera Infante, Mario Vargas Llosa, Juan Villoro, Jon Lee Anderson, Carlos Monsiváis, Jorge Luis Borges, Martín Caparrós, Fernando Savater, Joaquín Sabina, Jaime Bayly, Alberto Fuguet, Susan Orlean, Iván Thays y Oliver Sacks, Edmundo Paz Soldán, entre otros. A pesar de su corta vida, Etiqueta Negra se ha convertido, por su rigor, calidad y originalidad, en una revista de culto. Es una revista que llega a varias partes del mundo y que mantiene un respeto entre los jefes editores que adoptan el estilo cronista en sus noticias.